# Вила сликара Јожефа Варкоњија
Вила Варкоњи је једна од најзначајнијих грађевина ван најуже зоне старог језгра Зрењанина, подигнута за познатог сликара – импресионисту, Јожефа Варкоњија из Великог Бечкерека. Сликар Јожеф Варкоњи је користио своју вилу за становање, али је у летњим месецима њене просторије претварао у сликарски атеље, окупљајући око себе уметнике из целе Војводине. Саграђена је на пространој, парковски уређеној парцели, дубоко увучена од улице, недалеко од некадашњег тока реке Бегеј, данас једног од језера.
Хармонично здање, складних пропорција, успело је остварење талентованог локалног пројектанта, грађевинског мајстора – Матијаса Штифела.
Приземна грађевина са мансардом у којој је био уметников атеље, саграђена је у стилу сецесије. Фасада је компонована симетрично, а обрађена једноставно, са пространим лучним отворима у приземљу и мансарди. Оно што ову вилу чини препознатљивом и што јој даје посебну ликовност је завршетак њене главне фасаде у облику трапезасте високе атике обложене дрветом у којој је тавански прозор у форми преломљене, шестоделне линије.
У предњем делу смештене су репрезентативне просторије власника виле, односно трпезарија и дневна соба која је мањим ходником повезана са осталим просторија окренутим ка дворишту – кухињом, собом за послугу и оставом. Вила сликара Јожефа Варкоњија је и у ентеријеру задржала свој аутентичан изглед из времена изградње.